# Rosa Maria Carrasco Azemar
Rosa Maria Carrasco Azemar (Barcelona, 2 de julio de 1936-Ibidem, 6 de agosto de 2018) fue una política española, y una de las fundadoras del partido Demócratas de Cataluña.

## Biografía
Hija del histórico dirigente de Unió Democràtica de Catalunya (UDC) Manuel Carrasco Formiguera y de Pilar Azemar Puig de la Bellacasa. Era la pequeña de ocho hermanos, entre los que se encuentra Raimon Carrasco Azemar. Sus primeros meses de vida los pasó en la cárcel de Burgos, donde había sido encarcelada su madre. En 1938, en la capital castellana fue fusilado su padre, que había sido consejero de Salud y Beneficencia de la Generalidad y diputado por Gerona, en las Cortes Constituyentes durante la II República. Perteneciente a Unió Democrática de Catalunya (UDC), destacó por su defensa de la Iglesia católica y fue condenado a muerte tras un juicio sumarísimo pese a las presiones del Vaticano.
Tras estudiar en el Liceo Francés de Barcelona, se integró en el "movimiento scout" de Cataluña y, siguiendo los pasos de su padre, se vinculó al catalanismo democristiano de Unió. Fue comisaria internacional de la Hermandad de Muchachas Guías hasta que en 1962 se separaron las Guías de San Jorge, de las que fue comisaria general hasta 1977, cuando se fusionaron con los Minyons Scouts para fundar los Minyons Scouts y Guías de Sant Jordi. De 1971 a 1977 fue secretaria general de la Conferencia Internacional Católica de Guías y de 1978 a 1987 enlace para Europa del Comité Mundial de la Asociación Mundial de las Muchachas Guías y las Guías Scouts.
Con el regreso del histórico dirigente Josep Tarradellas, fue nombrada directora general de la Juventud en 1978 y al año siguiente, intervino en la creación del Consejo Nacional de la Juventud de Cataluña. Aunque no participó activamente en política, se mantuvo vinculada a UDC y junto con su hermano Raimon ocupó un lugar simbólico en la lista de CiU por la provincia de Barcelona en las elecciones de 2011. Desde entonces, y paralelamente al proceso independentista de Cataluña, se fue acercando al sector independentista de Unió, muy crítico con su presidente Josep Antoni Duran Lleida. En 2015, cuando el cisma en Unió era un hecho, abandonó el partido y se integró en la escisión independentista. En ese momento fundó Demòcrates de Catalunya para defender de la mejor manera posible el legado político de su padre.

## Premios y distinciones
- Cruz de san Jordi (2012)